# Laurent Kupferman
Pour les articles homonymes, voir Kupferman.
Laurent Kupferman, né le 19 janvier 1966 à Paris et mort le 2 juillet 2025 à Fontainebleau, est un écrivain, essayiste et consultant en communication français.
Membre du Grand Orient de France et auteur de plusieurs ouvrages sur la franc-maçonnerie, il est un des artisans de la panthéonisation de Joséphine Baker.

## Biographie
Né le 19 janvier 1966 à Paris, Laurent Kupferman est le fils de Fred Kupferman, historien, et de l’auteure Sigrid Kupferman. Diplomé de droit, investi dans le domaine culturel, il est le co-fondateur de l’Orchestre symphonique d’Europe aux côtés de Éric Walter, Alain Seban, Olivier Benezech et Olivier Holt, il est conseiller du ministre de la Culture Philippe Douste-Blazy pendant plusieurs années, et tient des chroniques sur la revue Marianne. À partir de 2016 jusqu'à sa mort, le 2 juillet 2025, il occupe le poste de directeur de la communication de la Fédération Française Sésame Autisme,.

### Joséphine Baker
Laurent Kupferman découvre, au travers de diverses lectures, le parcours de l'artiste Joséphine Baker. Destin de l'artiste qu'il perçoit comme le symbole d'un humanisme d'exception et comme celui d'une réussite française. Avec son autorisation, il reprend l'idée de Régis Debray, d'inscrire Joséphine Baker au Panthéon. En 2021, il lance une pétition, « Osez Joséphine », plaidant pour panthéoniser l'artiste. La pétition recueille près de 40 000 signatures. Il est reçu à l’Élysée au sein d'une délégation venue plaider pour cette cause. Le président de la République Emmanuel Macron accepte la requête, l'artiste entre au Panthéon le 30 novembre 2021, date anniversaire de son mariage avec Jean Lion  qui lui permit d'obtenir la nationalité française en 1937.

### Mort
Laurent Kupferman est découvert sans vie le 2 juillet 2025, dans un logement privé du centre de Fontainebleau. Une enquête pour homicide involontaire est ouverte pour éclairer les causes de sa mort,. La cérémonie funèbre et religieuse a lieu le 11 juillet 2025 au temple protestant de l'Oratoire du Louvre.

## Distinction
- Officier de l'ordre des Arts et des Lettres en 2021[1].

## Ouvrages
- Laurent Kuperfman, Rassembler : La Franc-Maçonnerie : une voie vers soi et vers les autres, Dervy, septembre 2021, 128 p. (ISBN 979-1-0242-0623-3).
- Jean-Louis Debré et Laurent Kupferman, 3 minutes pour comprendre : l'histoire, les fondements et les principes de la République française : Les dates clés, les valeurs, les lois et réformes, les grandes figures..., Le Courrier du Livre, 2017, 160 p. (ISBN 978-2-7029-1304-8).
- Laurent Kuperfman (préf. Pierre Mollier, postface Jacques Ravenne), 3 minutes pour comprendre les 50 principes fondamentaux de la franc-maçonnerie, Illustrated, avril 2016, 160 p. (ISBN 978-2-7029-1241-6)
- Laurent Kupferman et Emmanuel Pierrat (préf. Pierre Mollier), Les grands textes de la franc-maçonnerie décryptés, First, avril 2011, 490 p. (ISBN 978-2-7540-1982-8).